# Malachie
Pour les articles homonymes, voir Malachie (homonymie).
מַלְאָכִי
Malachie (מַלְאָכִי /ma.la.ˈxiː/ en hébreu , qui signifie « Mon messager ») est un prophète hébreu, du Ve siècle av. J.-C., et rédacteur biblique du Livre de Malachie, un des livres de l’Ancien Testament, qui est également le dernier livre des Écritures hébraïques, dans les bibles françaises modernes. Dans le canon juif, il est le douzième et dernier des petits prophètes.

## Biographie
Le Livre de Malachie contient la déclaration de Dieu, adressée à Israël, par l'entremise de ce prophète. Il s'y émeut notamment de ce que le culte de Dieu est par trop négligé.
Un passage important y dénonce aussi la répudiation et le comportement injuste de certains hommes vis-à-vis de la femme qu'ils ont aimée dans leur jeunesse. Ce livre est ainsi un important témoignage du passage progressif à la monogamie fidèle.
Ce livre a été écrit après l'exil à Babylone, puisque les Israélites étaient administrés par un gouverneur. D'autre part le culte s'effectuait au Temple, ce qui tend à prouver qu'il était reconstruit à cette époque-là : « la date proposée par la majorité des commentateurs se situe entre -500 et -490 ».
Selon le Talmud Meguilah 15b, il y aurait débat sur l'identité de Malachie. Selon une opinion, ce serait son nom. Selon une autre opinion, il serait en réalité Ezra.